# Сальвадор на летних Олимпийских играх 2008
Сальвадор принимал участие в Летних Олимпийских играх 2008 года в Пекине (Китай) в девятый раз за свою историю, но не завоевал ни одной медали. Сборная страны состояла из 4 мужчин и 7 женщин.

## Результаты

### Велоспорт

#### Шоссейный велоспорт
Мужчины
| Соревнование    | Спортсмены      | Время | Место |
| --------------- | --------------- | ----- | ----- |
| групповая гонка | Марио Контрерас | DNF   | DNF   |